# Verband der Keramischen Industrie
Der Verband der Keramischen Industrie e.V. (VKI) ist aus dem bereits 1898 in Selb gegründeten Verband Bayerischer Porzellanindustrieller und aus dem bis 1945 in Berlin ansässigen Verband Deutscher Porzellangeschirrfabriken entstanden. Der VKI ist ein Wirtschaftsverband und Arbeitgeberverband für die Industriebranchen:
- Geschirr- und Zierporzellan
- Geschirr- und Steingut
- Technische Keramik
- Ofenkacheln.

Zur Bürogemeinschaft der Keramverbände gehören der Bundesverband Keramische Industrie e.V., der Fachverband Sanitär-Keramische Industrie und der Arbeitgeberverband der Keramischen Fliesenindustrie.

## Geschichte
Die Ursprünge des Verbandswesens in der keramischen Industrie lassen sich bis tief ins 19. Jahrhundert hinein belegen. Schon 1814 hat sich eine „Vereinigung der 7 Thüringer Porzellanfabriken“ gegründet. Im Jahr 1877 wurde in Berlin der erste Spitzenverband der deutschen keramischen Industrie – der Verband Keramischer Gewerke – aus der Taufe gehoben. Dieser neue Spitzenverband hatte es sich zur Aufgabe gemacht „einerseits die gemeinsamen Interessen der Mitglieder zu beraten und andererseits durch gemeinsame Beihilfe der Mitglieder mit Rat und Tat das geistige und materielle Wohl der Arbeiter zu heben und zur Aufrechterhaltung der Einigkeit zwischen Arbeitgebern und ihren Arbeitern beizutragen.“
Nachdem 1898 auf Anregen von Geheimrat Philipp Rosenthal, dem Gründer der Rosenthal Porzellanfabrik, bereits der Verband Bayerischer Porzellanindustrieller gegründet wurde, versandt der Verband Keramischer Gewerke – ebenfalls nach Initiative von Philipp Rosenthal – eine Einladung an alle Porzellanfabriken zu einer Versammlung in Berlin am 9. Juni 1899. Diese diente dem Zweck der Kartellbildung. Die Industrie sollte vor Überproduktion und Preisunterbietungen geschützt werden, und zwar in erster Linie durch Festlegung von Minimalpreisen für die Stapelartikel. Die Kartellbildung war zu jener Zeit ein gewöhnlicher Vorgang und Anlass zur Gründung eines Verbandes.
Philipp Rosenthal wurde in der am 25. Januar 1900 stattfindenden Gründungsversammlung zum Vorsitzenden der neuen Vereinigung gewählt, die den Namen „Vereinigung deutscher Porzellanfabriken zur Hebung der Porzellanindustrie, G.m.b.H“ tragen sollte und 46 Fabriken vereinigte. Der Sitz der Vereinigung, die im Laufe der Zeit durch Neu- und Umgründungen zum Verband Deutscher Porzellangeschirrfabriken geworden war, befand sich in Berlin, Luitpoldstraße 25. Philipp Rosenthal übernahm das Amt für stolze 18 Jahre.
Bis 1921 entstanden unter der Dachorganisation des Verbandes keramischer Gewerke insgesamt 30 Kartellverbände, die den Gesamtbereich der Keramik umfassten. Hierzu zählen z. B. der Verband Deutscher Porzellangeschirrfabriken, der Verband deutscher keramischer Malereien, der Verband deutscher Luxusporzellanfabrikanten, der Verband deutscher elektrotechnischer Porzellanfabrikanten (gegr. 1919), die Vereinigten Porzellan-Isolatorenwerke (gegr. 1910) und der Verband deutscher Spülwaren- und Sanitätsgeschirrfabrikanten (gegr.1906).
Insbesondere in Handelsfragen, z. B. in einer gemeinsamen Positionierung zur Zollpolitik der Vereinigten Staaten von Amerika, suchte man bereits zwischen 1908 und 1933 eine enge Kooperation mit europäischen Partnern, insbesondere aus Böhmen, Österreich und Frankreich.
Im Jahr 1934 trat mit Rudolf Sies eine weitere prägende Figur zu seiner ersten Amtszeit als Vorsitzender des Verbandes Deutscher Porzellangeschirrfabriken an. Diese dauerte elf Jahre bis zum Verbot aller Verbandstätigkeiten im Jahre 1945.
Mit dem "Gesetz zur Vorbereitung des organischen Aufbaus der deutschen Wirtschaft" vom 27. Februar 1934 wurde die rechtliche Grundlage für die Gleichschaltung und die Umgestaltung des bisherigen freien Verbandswesens geschaffen.
Im Zuge dieser Entwicklung entstand als eine der 31 Wirtschaftsgruppen die Wirtschaftsgruppe Keramische Industrie. Durch Anordnung des Reichswirtschaftsministers vom 23. August 1934 wurde die Wirtschaftsgruppe als ausschließliche Vertretung der keramischen Industrie anerkannt. Während der Verband keramischer Gewerke in der auf Zwangsmitgliedschaft beruhenden Wirtschaftsgruppe Keramik vollständig aufging, konnte der Verband deutscher Porzellangeschirrfabriken bis 1945 bestehen.
Mit dem Ende des Zweiten Weltkriegs hörten die Wirtschaftsgruppen faktisch auf zu existieren und alle Wirtschaftsverbände wurden durch die Besatzungsmächte zunächst verboten.
Auf Grund der großen Nöte der Nachkriegszeit, dauerte es jedoch nicht lange, bis erste Überlegungen zur Gründung einer neuen wirtschaftlichen Vereinigung der keramischen Industrie sich ihren Bann brachen. Insbesondere die schwierigen Fragen der Rohstoffbeschaffung und der Exportmöglichkeiten nach dem verlorenen Krieg und der Aufteilung Deutschlands in verschiedene Besatzungszonen, hat eine Vereinigung der keramischen Industrie befördert.
So wurde bereits im August 1945 mit Genehmigung der amerikanischen Militärregierung die Gründungssitzung der bayerischen Landesorganisation für die Keramische Industrie abgehalten, in deren Folge Fabrikbesitzer Richard Krautheim, Selb, beauftragt wurde, sich um die Gründung eines Verbandes zu bemühen.
Unter dem Beisein des damaligen Bayerischen Staatsministers für Wirtschaft und des späteren Bundeskanzlers, Herr Ludwig Erhard, wurde der „Verein der Keramischen Industrie in Bayern e.V.“ auf seiner konstituierenden Sitzung schließlich am 14. Januar 1946 in Marktredwitz neu gegründet. Die amerikanische Militärregierung legte als Auflage fest, dass die Vereinigung nicht als Verband, sondern als Verein bezeichnet werden müsse. Als Sitz des Vereins kamen sowohl die Städte Marktredwitz als auch Selb in Frage. Nachdem die Porzellanfabrik Hutschenreuther Büroräume zur Verfügung stellte und es in Selb auch ausreichen Wohnraum für die Mitarbeiter gab, wurde Selb als provisorischer Standort gewählt.
Nachdem sich der Verein der Keramischen Industrie e.V. etabliert hatte, übergab Richard Krautheim auf der ersten ordentlichen Mitgliederversammlung am 28. Januar 1947 in Marktredwitz den Vorsitz an den erfahrenen Rudolf Sies von der Firma Hutschenreuther. Seine zweite Amtszeit als Vorsitzender eines Keramikverbandes dauerte von 1947 bis 1958 somit weitere elf Jahre.
In die Amtszeit von Sies fällt auch der Beitritt des VKI, dessen Mitgliedsunternehmen zum größten Teil in Bayern beheimatet war, zur bayerischen Industrieorganisation „Vereinigung der Arbeitgeber in Bayern (VAB)“. Diese trägt heute den Namen „vbw – Vereinigung der Bayerischen Wirtschaft e.V.“
Nach Sies sollte der VKI in den folgenden Jahrzehnten von einer ganzen Reihe namhafter Unternehmenspersönlichkeiten geführt werden, darunter z. B. Wilhelm Seltmann, Philip Rosenthal, Roland Dorschner, Oskar Deininger oder Wendelin von Boch.
Mit der Gründung der Europäischen Wirtschaftsgemeinschaft (EWG) durch die Römischen Verträge am 25. März 1957, nahm die Bedeutung des kontinuierlichen Austausches zwischen den europäischen Keramikindustrien stetig zu. Der VKI war daher bereits 1958 Gründungsmitglied der europäischen Geschirrvereinigung „Fédération Européenne des Industries de Porcelaine et de Faïence de Table et d'Ornementation (FEPF)“. Philip Rosenthal wurde bei dieser Gelegenheit zum Vize-Präsidenten der Vereinigung gewählt.
Auf Ansinnen verschiedener europäischer Vereinigungen, an denen der VKI beteiligt war, wie beispielsweise FEPF oder der europäischen Sanitärvereinigung „Fédération européenne des fabricants de céramiques sanitaires (FECS)“, wurde 1962 der europäische Spitzenverband der Keramikindustrie Cerame-Unie in Brüssel gegründet.
Im Jahr 1973 erfolgte die Umbenennung des Vereins der Keramischen Industrie in „Verband der Keramischen Industrie e.V.“. Dies begründete man wie folgt:
„Mit der verstärkten Öffentlichkeitsarbeit wird es notwendig, eine moderne aussagekräftige Bezeichnung zu wählen, die für sozial- und wirtschaftspolitische Zusammenschlüsse der Unternehmer in der Öffentlichkeit üblicherweise verwendet wird. Dies ist die Bezeichnung ‚Verband‘. Der Name ‚Verein‘ ist im Verbandswesen in den letzten Jahren allgemein in den Hintergrund geraten. Er wird in der Öffentlichkeit meist mit Sportvereinen oder Geselligkeitsvereinen in Verbindung gebracht und nicht mit einem Industrieverband. (…). Diese Bezeichnung hatte auch der Verein bis zum Ende des 2. Weltkrieges geführt; der Name ‚Verein‘ wurde durch alliierte Bestimmungen auferlegt.“
Mit der Wiedervereinigung im Jahr 1990 stand man vor der umfangreichen Aufgabe der Integration einer Vielzahl von keramischen Firmen und Konglomeraten. Bereits im Januar 1991 konnten 34 keramische Firmen als Neumitglieder im Verband begrüßt werden. Den neuen Mitgliedsunternehmen wurde als Dienstleistung eine Reihe von Informationsveranstaltungen angeboten, die verschiedene Themenbereiche umfassten. Darunter beispielsweise Arbeitsvertragsrecht, Kostenwesen/Kalkulation, Bewertungsgrundsätze, Marketing und Vertrieb, Wirtschaftsrecht, Betriebsverfassungsrecht oder Manteltarifvertrag. Ziel war es die neuen Mitglieder zeitnah erfolgreich ins westdeutsche Wirtschaftssystem und die Verbandsarbeit zu integrieren.
Aus verschiedenen Gründen wurde 1997 eine Bürogemeinschaft mit der Arbeitsgemeinschaft Feinkeramische Industrie e.V. (AKI) gegründet. Hierzu verlegte der AKI seine Büroräume und Mitarbeiter von Frankfurt a. M. in den Sitz des VKIs, in die Schillerstraße 17 nach Selb.

## Ziele und Aufgaben
Der VKI vertritt und fördert alle gemeinsamen Interessen seiner Mitgliedsunternehmen, sowohl auf wirtschafts- und gesellschaftspolitischem, als auch auf sozial- und tarifpolitischem Gebiet.
Der VKI ist über den "Bundesverband Keramische Industrie" (BVKI) Mitglied beim Bundesverband der Deutschen Industrie (BDI) und bei der Bundesvereinigung der Deutschen Arbeitgeberverbände (BDA) sowie unmittelbar Mitglied der europäischen Vereinigung keramischer Verbände CERAME-UNIE.
Vorsitzender ist Joachim Heym.